# NGC 6850
NGC 6850 este o galaxie situată în constelația Telescopul. A fost descoperită în 9 iunie 1836 de către John Herschel. Se află la o distanță de 69,67 de megaparseci de Pământ.